# Mamenchisaurus constructus
Mamenchisaurus constructus (zh. "reptil de Mamenchi de la construcción") es una especie y tipo del género extinto Mamenchisaurus  de dinosaurio saurópodo mamenquisáurido, que vivió a finales del período Jurásico, hace aproximadamente entre 163 a 145 millones de años, desde el Oxfordiense al Titoniense, en lo que hoy es Asia.  Mamenchisaurus constructus, conocida por solo un esqueleto, se ha estimado entre de 13 y 15 metros de longitud, Los restos  fósiles de Mamenchisaurus fueron descubiertos en 1952 en Sichuan, Formación Shangshaximiao en el centro-sur de China durante la construcción de una carretera.  El fósil esqueleto parcial fue estudiado y nombrado Mamenchisaurus constructus en 1954, por el renombrado paleontólogo chino Profesor C. C. Young. El espécimen tipo tenía un cuello incompleto con 14 vértebras preservadas y ninguna de ellas estaba completa. M. constructus se ha estimado entre de 13 y 15 metros de longitud. El holotipo, IVPP AS V.790, consiste en un esqueleto parcial sin cráneo. Se asignó un segundo esqueleto sin cráneo a la especie, el espécimen IVPP V948.